# Niphates
Niphates is een geslacht van sponsdieren uit de familie van de gewone sponzen (Demospongiae).

## Soorten
- Niphates aga (de Laubenfels, 1954)
- Niphates alba van Soest, 1980
- Niphates amorpha Van Soest, 1980
- Niphates arenata Rützler, Piantoni, van Soest, Díaz, 2014
- Niphates cavernosa Kelly-Borges & Bergquist, 1988
- Niphates caycedoi (Zea & van Soest, 1986)
- Niphates digitalis (Lamarck, 1814)
- Niphates erecta Duchassaing & Michelotti, 1864
- Niphates furcata (Keller, 1889)
- Niphates hispida Desqueyroux-Faúndez, 1984
- Niphates luizae Santos, Docio & Pinheiro, 2014
- Niphates lunisimilis (De Laubenfels, 1930)
- Niphates lutea Lehnert & van Soest, 1999
- Niphates mirabilis (Bowerbank, 1873)
- Niphates nitida Fromont, 1993
- Niphates obtusispiculifera (Dendy, 1905)
- Niphates olemda (de Laubenfels, 1954)
- Niphates plumosa (Bowerbank, 1876)
- Niphates recondita (Wiedenmayer, 1977)
- Niphates rowi Ilan, Gugel & van Soest, 2004
- Niphates toxifera Vacelet, Bitar, Carteron, Zibrowius & Perez, 2007